# Sandgårdsborg
Sandgårdsborg är en by på östra Öland, omkring 15 km vägavstånd ostsydost om Färjestaden i Mörbylånga kommun.
Sandgårdsborg ligger i Sandby socken och gränsar till Gårdby socken. 

## Historia
Sandgårdsborg har till skillnad från andra Öländska byar, aldrig varit en egen bondby. Det finns dock några mindre jordbruk, men nästan all denna mark ligger i Åby. Sedan 1800-talet då skolan byggdes har området blivit ett centrum inom de närmaste socknarna. Nu har området förutom skola även sporthall, förskola och bygdegård. 
Bygdens första mejeri låg i Sandgårdsborg. Det blev senare en smedja och till sist en mack.   
Byn sträcker sig mellan Skarpa Alby i söder, till bygdegården i norr. Två av de nordligaste husen står i Gårdby socken.
År 1852 byggdes den första folkskolan här. Då skolan var en bildningens "högborg" för socknarna Sandby och Gårdby, så var namnet Sandgårdsborg ganska välfunnet. För att inte tala om det faktum att skolan ligger på landborgen. 

## Samhället
I Sandgårdsborg finns det en fotvårdsmottagning. Där fotvården är nu var det förr ett bageri. Orten hade även en mack förr, men den lades ner i början av 2000-talet.
Precis på gränsen mellan Sandby socken och Gårdby socken står bygdegården. Bygdegården sköts av byggnadsföreningen.
I sandgårdsborg ligger Gårdby skola. Norr om skolan ligger sporthallen.